# Radargramme
 (mars 2023).
Si vous disposez d'ouvrages ou d'articles de référence ou si vous connaissez des sites web de qualité traitant du thème abordé ici, merci de compléter l'article en donnant les références utiles à sa vérifiabilité et en les liant à la section « Notes et références ».

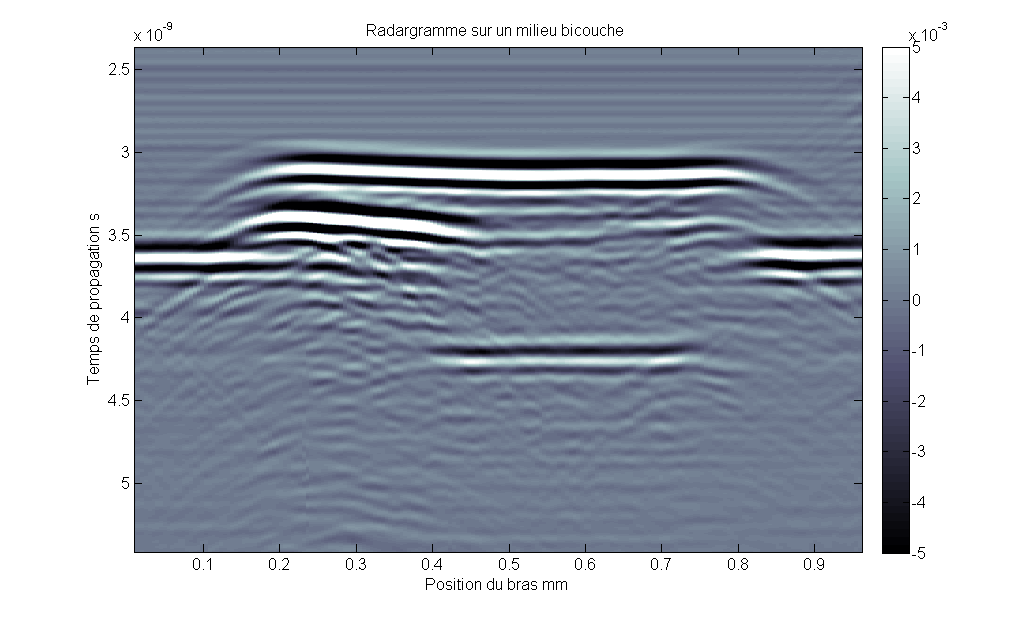
Radargramme d'un milieu bicouche mesuré par un radar à sauts de fréquences.

Un radargramme est une représentation graphique de la mesure d'un radar à pénétration de sol ou de matériaux. Il représente généralement en abscisse une longueur correspondant à la distance du linéaire analysé, en ordonnée un temps correspondant au temps de réponse du signal entre son émission et sa réception, et un dégradé de couleur correspondant à l'amplitude du signal.
Ce diagramme permet de visualiser les caractéristiques géométriques d'un terrain, ou d'un matériel, et d'en représenter les formes ainsi que les détails internes. 